# Hyloxalus cevallosi
Hyloxalus cevallosi är en groddjursart som först beskrevs av Juan A. Rivero 1991.  Hyloxalus cevallosi ingår i släktet Hyloxalus och familjen pilgiftsgrodor. IUCN kategoriserar arten globalt som starkt hotad. Inga underarter finns listade i Catalogue of Life.